# ان‌جی‌سی ۳۲۶۰
ان‌جی‌سی ۳۲۶۰ (انگلیسی: NGC 3260) نام یک کهکشان در صورت فلکی تلمبه است.